# Cristóvão de Castro Barcelos
Cristóvão de Castro Barcelos (* 25. Juni 1883 in Campos dos Goytacazes, Rio de Janeiro; † Februar 1946 in Rio de Janeiro) war ein brasilianischer Offizier, zuletzt zwischen 1944 und seinem Tod 1946 im Range eines Generalmajors Chef des Generalstabes des Heeres.

## Leben
Barcelos absolvierte eine Offiziersausbildung im Heer (Exército Brasileiro) der Streitkräfte (Forças Armadas do Brasil) und fand im Anschluss verschiedene Verwendungen als Offizier sowie Stabsoffizier. Nach seiner Beförderung zum Oberstleutnant am 20. März 1930 wurde er 1931 Kommandant der Stabsschule des Heeres und erhielt am 9. April 1931 seine Beförderung zum Oberst sowie am 22. September 1932 zum Brigadegeneral. Er war zwischen dem 14. Januar 1938 und dem 30. Juni 1939 Kommandeur der 7. Militärregion (7.ª Região Militar) und wurde in dieser Verwendung am 24. Juni 1938 zum Generalmajor befördert. Nachdem er zwischen 1939 und 1942 Kommandeur der 4. Militärregion (4.ª Região Militar) war, fungierte er 1942 zunächst als Generalinspekteur der 3. Gruppe der Militärregionen sowie später 1942 als Leiter der brasilianischen Delegation im Gemeinsamen Brasilianisch-US-amerikanischen Verteidigungsausschuss.
Zuletzt war Generalmajor Barcelos von 1943 bis 1945 Mitglied des Beförderungsausschusses des Heeres sowie als Nachfolger von Generalmajor Maurício José Cardoso vom 15. Dezember 1944 bis zu seinem Tode im Februar 1946 Chef des Generalstabes des Heeres.

## Weblink
- Eintrag in Generals.dk

| Personendaten    | Personendaten                         |
| ---------------- | ------------------------------------- |
| NAME             | Barcelos, Cristóvão de Castro         |
| KURZBESCHREIBUNG | brasilianischer Generalmajor          |
| GEBURTSDATUM     | 25. Juni 1883                         |
| GEBURTSORT       | Campos dos Goytacazes, Rio de Janeiro |
| STERBEDATUM      | Februar 1946                          |
| STERBEORT        | Rio de Janeiro                        |